# Jimmy Zámbó
Imre „Jimmy” Zámbó (ur. 29 kwietnia 1958 w Budapeszcie, zm. 2 stycznia 2001 tamże) – węgierski muzyk poprockowy. Posiadał czterooktawową skalę głosu.

## Życiorys
Śpiewał w dziecięcym chórze. W 1975 roku uzyskał licencję ORI. W latach 1977–1982 grał na pianinie i śpiewał w pubach, restauracjach i klubach nocnych. W 1982 roku wyjechał do Los Angeles, gdzie przebywał do 1986 roku pod imieniem Jimmy. W 1988 roku za utwór „Valahol bús” został nagrodzony na festiwalu Interpop. W roku 1991 został wydany jego pierwszy album, Csak egy vallomás. W 1993 roku został wybrany węgierskim wokalistą roku, w latach 1993–1994 otrzymał Złotą Żyrafę za najlepszy węgierski album roku, w roku 1994 otrzymał nagrodę eMeRTon, a rok później nagrodę Jenő Huszki. Od marca 2000 roku prowadził swój program w RTL Klub. Zginął w 2001 roku, kiedy w swoim domu przypadkowo strzelił sobie w głowę ze swojej Beretty nieświadomy, iż broń jest odbezpieczona.

## Życie prywatne
W 1977 roku ożenił się po raz pierwszy; z tego małżeństwa miał syna Krisztiána. W 1981 roku po raz drugi wziął ślub. Jego żoną została Edit, z którą miał dwóch synów: Sebastiana i Adriána.

## Dyskografia
- Csak egy vallomás (1991)
- II. Jimmy (1992)
- Számíthatsz rám (1993)
- IV. Jimmy (1994)
- Jimmy's Roussos (1994)
- Szeress, hogy szerethessenek (1995)
- Mit akarsz a boldogságtól? (1996)
- Zámbó Jimmy Best of 1. (1997)
- Zámbó Jimmy Best of 2. (1997)
- Fogadj örökbe (1998)
- Dalban mondom el (1999)
- Zámbó Jimmy a Budapest Sportcsarnokban (1999)
- Karácsony Jimmyvel (2000)
- Csak a jók mennek el (2001)
- Valahol bús dal szól (EP) (2001)
- Volt egyszer négy oktáv (2001)
- Karácsony Jimmy nélkül (2001)
- 1958–2001 (2001)
- Mindörökké Jimmy (DVD) (2002)
- Emlékalbum (2003)
- Szeptember volt (2004)
- Requiem (2005)
- Jimmyx (2006)
- Királyi duettek (2008)
- Zámbó Jimmy királysága 1991–2001 (2010)